# Сарита (Тексас)
Сарита (енгл. Sarita) насељено је место без административног статуса у америчкој савезној држави Тексас.

## Демографија
По попису из 2010. године број становника је 238.
| Група             | 2000.    | 2010.       |
| Белци             | 0 (0,0%) | 40 (16,8%)  |
| Афроамериканци    | 0 (0,0%) | 5 (2,1%)    |
| Азијати           | 0 (0,0%) | 0 (0,0%)    |
| Хиспаноамериканци | 0 (0,0%) | 188 (79,0%) |
| Укупно            | 0        | 238         |